# Peter Uldall

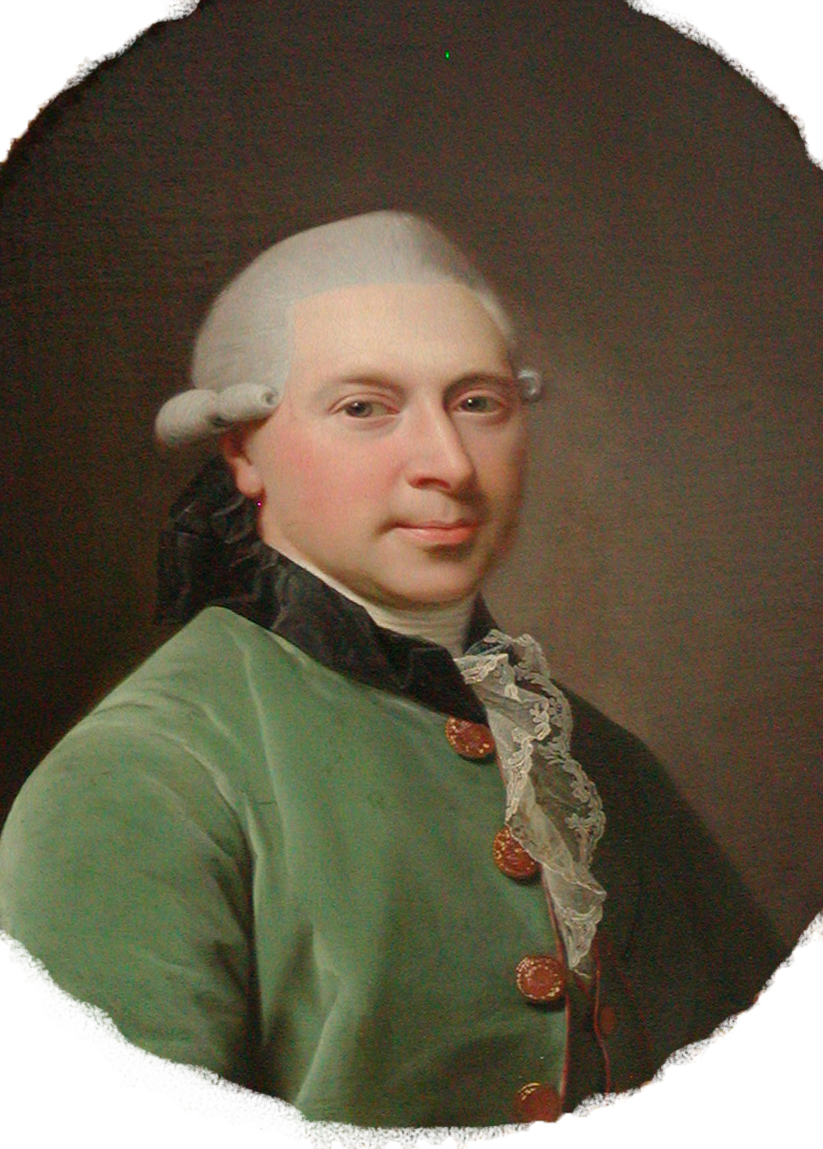
Peter Uldall.

Peter Uldall, född den 29 juni 1743, död den 11 november 1798, var en dansk jurist och ämbetsman.
Uldall tog 1763 juridisk ämbetsexamen och blev redan 1769 højesteretsadvokat. 1772 utsågs han till försvarsadvokat åt drottning Caroline Mathilde och Struensee. Han skötte denna sak med stor skicklighet och medlidande med den vilseförda drottningen. 1783 blev Uldall generalfiskal. Efterladte optegnelser af generalfiskal Peter Uldall utkom 1914.